# Kristallpalast Dresden
Der Kristallpalast Dresden war vor dem Zweiten Weltkrieg einer der größten Ballsäle des Dresdner Westens. Das Tanz- und Vergnügungslokal lag im Stadtteil Friedrichstadt. Außer dem ähnlichen Namen gibt es keine Gemeinsamkeiten mit dem heutigen Kino Ufa-Kristallpalast in Dresden.
Der Kristallpalast entstand im 19. Jahrhundert aus dem Gasthof Zum Elephanten. Bis 1860 befand sich im Gebäude das private Theater von Amalie Auguste Magnus. Laut dem Buch Dresdner Puppenspielmosaik soll die Witwe Magnus anno 1849 folgenden Satz zur Übernahme des Theaters gesagt haben „Das Deader des Verwischenen fiehre ich weidr“. Einer der berühmtesten Gäste des Theaters war Friedrich Gerstäcker. Zu Ehren des Theaters schrieb er das Bühnenstück Kunibert von Eulenhorst.
Im Zeitraum vom 30. November bis zum 2. Dezember 1934 fanden im Kristallpalast erstmals die Judo-Europameisterschaften der Männer im Einzel statt. Der Veranstalter der Meisterschaft war seinerzeit die Sparte Judo im Fachamt Schwerathletik des Nationalsozialistischen Reichsbunds für Leibesübungen (NSRL). Der Ausrichter des Turniers war der 1. Dresdner Jiu-Jitsu-Club.
Im Jahr 1945 fiel das Gebäude den Luftangriffen der Alliierten zum Opfer.